# 林聖二
林聖二（日語：林 聖二，？—），日本漫畫家。出身於山口縣下松市。

## 生平
- 2014年，以短篇入圍第81屆赤塚獎（日语：赤塚賞）佳作。
- 2015年，出道作品刊登於《Jump NEXT!!》（集英社）2015年3號。
- 2016年，以填補久保帶人《BLEACH》的空缺在《週刊少年Jump》進行發表。
- 同年，以《地球人緹拉醬》在《週刊少年Jump》2016年51號、52號發表。
- 2017年，《地球人緹拉醬》連載化，並以短期連載的方式在集英社網路漫畫平台「少年Jump+」自同年5月23日起更新，同年6月27日終了[2]。
- 2018年4月23日，以又在「少年Jump+」進行發表[3]。
- 同年，《地元是日本（日语：ジモトがジャパン）》開始在《週刊少年Jump》2018年42號連載。並於同年12月22日在Jump Festa 2019的活動中宣布決定製作電視動畫。該作品也是連載開始才短短3個月、尚未出第1本單行本即宣布製作動畫的特例。